# Assemblea Tribal Romana

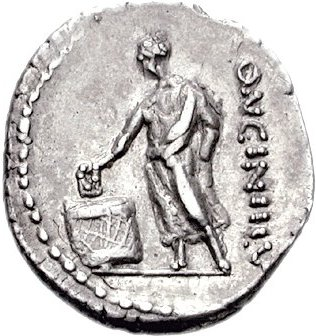
Denari de l'any 63 aC amb una imatge que representa un votant

L'Assemblea Tribal Romana (comitia tributa) de la República Romana era l'assemblea democràtica dels ciutadans romans. Durant els anys que va durar la república, els ciutadans estaven organitzats en 35 tribus: quatre urbanes i trenta-una rurals. Les tribus es reunien a l'Assemblea Tribal Romana per motius electorals, però també legislatius i judicials. Cada tribu es reunia a banda i decidien per majoria quin vot efectuar, perquè cada tribu només tenia un vot, independentment de la quantitat de membres que formés part de cada tribu.

## El president de laComitia tributa
El president de l'Assemblea Tribal Romana acostumava a ser un cònsol (el magistrat de més rang) o bé un praetor (el magistrat de més rang després d'un cònsol). Aquesta assemblea escollia tres tipus de magistrats: el quaestors, els curule aediles i els Tribuni militum consulari potestate (Tribuns amb potestat consular). Després de les reformes del dictador Luci Corneli Sul·la de l'any 82 aC, el poder de jutjar va deixar de ser competència de l'assemblea tribal i va passar a un tribunal especial anomenat quaestiones perpetuae.
Segons el model democràtic romà, els ciutadans votaven abans de cada assemblea. Cada reunió de l'assemblea tribal estava presidida per un sol magistrat que era qui prenia totes les decisions en matèria de procediment i legalitat. Això no vol dir que aquest magistrat tingués poder absolut, perquè podia ser vetat per altres magistrats coneguts amb el nom de "tribú de la plebs" i també per magistrats de rang superior.

## El procediment
Hi havia dos tipus d'assemblea primària per a votar assumptes legislatius i judicials.
El primer era la Comitia (que és la paraula llatina per a dir "assemblea" o "reunió"), reunions de tots els ciutadans, emprades per a diversos propòsits, entre ells la promulgació de lleis i requerien la presència de tots els membres
El segon tipus d'assemblees era el Concilium, que eren reunions per a debatre en les quals participaven grups específics de ciutadans en relació al que es tractava.
També hi havia les Conventio o Contio, que eren trobades de caràcter no oficial. Els motius per fer una conventio podien ser, per exemple, sentir un discurs polític.Els ciutadans sense càrrec polític només podien fer discursos en una conventio. Els ciutadans acostumaven a assistir a les conventio abans d'emetre el seu vot en els comitia o concilium.
Per a fer reunions de l'assemblea tribal calia anunciar-ho prèviament, com a mínim havien de passar tres dies de mercat (això podia ser unes tres setmanes). Aquest període entre l'anunci i la reunió es coneixia amb el nom de trinundinum i era quan els candidats interactuaven amb l'electorat. Durant els judicis criminals, el president de l'assemblea havia de donar avís (diem dicere) a la persona acusada el primer dia de la investigació (anquisitio). Al final de cada dia que durés el judici, el magistrat havia de donar un informe a l'acusat sobre l'estat de la investigació (diem prodicere). Acabada la investigació, havien de passar tres dies de mercat abans d'emetre el vot final que decidiria la culpabilitat o l'absolució.
Dins el local de l'assemblea tribal només podia tenir lloc una reunió a la vegada i la següent reunió només podia començar quan el magistrat donava per acabada l'anterior. A les reunions podien haver-hi altres magistrats per col·laborar amb el president. Podien, per exemple, aportar idees per a resoldre disputes sobre el procediment o podien ajudar fent de mitjancers amb quan els electors volien apel·lar les decisions del president. També podien estar presents els àugurs (oficials religiosos) per decisió pròpia o per haver estat citats, els quals podien ajudar interpretant els senyals dels déus (auguris), car els romans creien que els déus expressaven la seva opinió a favor o en contra de les intencions humanes.En conseqüència el magistrat president, el dia abans de començar una assemblea convocava els àugurs demanant els seus auspicis.En més d'una ocasió el magistrat president feia servir els mals auguris com a excusa per a suspendre una sessió que no estava anant pel camí desitjat.
Amb motiu de les eleccions, els votants es trobaven a les respectives conventio per a debatre abans de decidir el seu vot. Els discursos de ciutadans d'altres tribus només eren escoltats si el motiu de la votació era de caràcter legislatiu o judicial i, fins i tot llavors, calia que demanessin permís al magistrat president. Si la reunió es feia per motius electorals, només els candidats podien fer discursos. Durant la reunió, el projecte de llei que s'anava a votar era llegit en veu alta per un funcionari, aquest càrrec es coneixia amb el nom d'herald. Llavors es determinava l'ordre de vot per sorteig a l'atzar i un cop portaven l'urna ja podien començar. Un tribú de la plebs podia emprar el seu vet en cas que sospités que el sorteig s'hagués fet incorrectament.
El següent pas era situar-se darrere d'una tanca i anar entrant d'un en un per a dipositar el vot dins l'urna. El vot no era una papereta sinó una pedra. Les urnes (cistae) tenien una gran obertura per dalt perquè eren pròpiament cistelles. Aquestes cistelles eren vigilades per uns funcionaris anomenats els custodes que, en haver acabat l'aportació de vots, els comptaven i comunicaven el resultat al magistrat president. La majoria de vots d'una tribu determinava quin seria el vot representatiu d'aquella tribu. Si hi havia tants participants que es feia de nit sense haver pogut votar tots, no es comptaven els vots, sinó que s'esperava l'endemà per a continuar el procés.

## Les tribus
Les tribus romanes no eren grups ètnics, sinó grups socials amb afinitats de vegades per tenir avantpassats comuns, de vegades per compartir una mateixa zona residencial. Originalment indicaven un lloc de procedència, però amb el temps es va perdre aquest sentit i van prevaldre altres raons com ara el lloc de residència habitual. Cada tribu podia tenir subdivisions. Les subdivisions en l'àmbit urbà eren anomenades vici i les subdivisions en l'àmbit rural es deien pagi. Encara que podien existir altres subdivisions, com ara les agrupacions per oficis (collegia), la tribu seguia sent la unitat organitzativa fonamental.

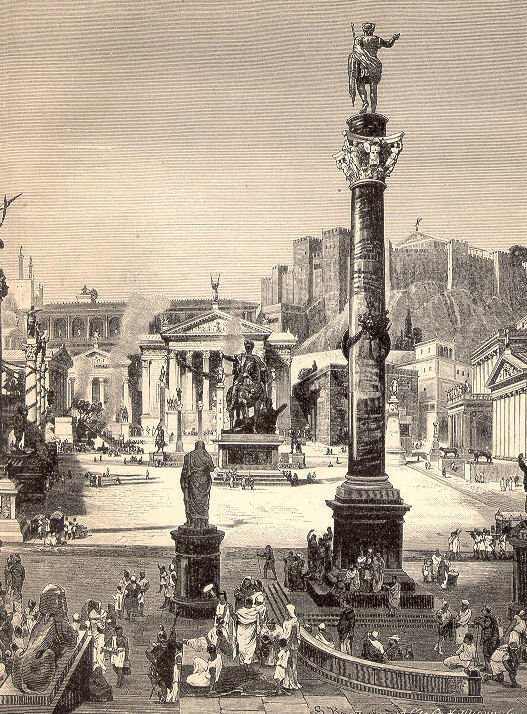
El Fòrum Romà

Cada tribu tenia els seus propis funcionaris com ara tresorers (divisores) o secretaris encarregats de portar al dia el cens. Cada cinc anys calia confirmar la pertinença a una tribu i en funció del resultat podia donar-se una redistribució de les terres. Una tribu no podia ser desposseïda de les seves terres, però els magistrats sabien que els censors tenien el poder d'assignar noves terres fent constar canvis en les tribus en el cens. Per tant, els censors podien redistribuir les tribus de manera que resultés avantatjós per a ells o per als seus partisans.
El magistrat president s'assegurava que almenys cinc persones de cada tribu participessin en les eleccions, si no era així podia fer anar votants d'altres tribus amb més participants cap a la tribu vacant. L'ordre en que votaven les tribus era triat a l'atzar, però com que els romans creien que l'atzar estava decidit pels déus i els vots es dipositaven a la vista de tothom, generalment el vot de la primera tribu influïa sobre la decisió de vot d'altres tribus, car encara que portessin una idea de vot al final podia pesar més el no voler enemistar-se amb els déus.

## El lloc de les reunions
Durant els començaments de la república, l'Assemblea Tribal Romana tenia diferents llocs dins el fòrum per a trobades: la rostra, el comitium, el Temple de Càstor i Pòl·lux; i de vegades es trobaven davant el Temple de Júpiter Capitolí. Cap a finals del període republicà es reunien als afores de la ciutat, al Camp de Mart perquè l'amplitud del lloc permetia que les votacions es fessin més ràpidament.